# Scutularia citrina
Scutularia citrina är en svampart som först beskrevs av Chevall., och fick sitt nu gällande namn av Pier Andrea Saccardo 1889. Scutularia citrina ingår i släktet Scutularia och familjen Helotiaceae.   Inga underarter finns listade i Catalogue of Life.